# Tęcza Kielce (piłka nożna)
Tęcza Kielce – sekcja piłkarska klubu sportowego Tęcza Kielce działająca w latach 1945–1958 jako jedna z wielu sekcji tego klubu.
Początkowo drużyna piłkarska, podobnie jak klub, występowała pod nazwą Społem, następnie jako Tęcza, a później pod szyldem Spójnia. W 1946 i 1947 roku brała udział w mistrzostwach Polski. Rozegrała w nich łącznie 18 meczów – zanotowała dziewięć zwycięstw, jeden remis i osiem porażek. Zawodnicy drużyny piłkarskiej  Tęczy reprezentowali klub także w innych konkurencjach, m.in. lekkoatletyce i hokeju na lodzie. Za najwszechstronniejszego sportowca Kielc powojennych lat uważany był zawodnik Tęczy, Adam Borchólski, który oprócz piłki nożnej uprawiał również hokej, tenis stołowy, tenis ziemny i lekką atletykę.

## Historia
W maju 1945 roku pod nazwą Społem piłkarze wzięli udział w siódemkowych mistrzostwach Kielc. W 1946 drużyna piłkarska już jako Tęcza została pierwszym powojennym mistrzem okręgu kieleckiego, dzięki czemu przystąpiła do rozgrywek centralnych. W 1/8 finału zmierzyła się w Częstochowie ze Skrą i wygrała 5:3 – trzy gole zdobył w tym spotkaniu Mieczysław Kulesza. W ćwierćfinale trafiła na Wartę Poznań, z którą w meczu u siebie przegrała 1:3 i odpadła z dalszej rywalizacji. Również w 1946 Tęcza została mistrzem Kielc w piłce nożnej siedmioosobowej.
Rok później Tęcza również uczestniczyła w mistrzostwach kraju, które były jednocześnie eliminacjami do reaktywowanej od 1948 I ligi. Zespół znalazł się w III grupie, rozgrywki rozpoczął od domowego meczu z Lublinianką. Spotkanie zostało rozegrane 13 kwietnia, rozpoczęło się od ataków Tęczy – już w piątej minucie Zygmunt Florczyk zdobył gola, lecz nie został on uznany przez sędziego. W 30 minucie po strzale Gajowiaka piłka odbiła się od jednego z obrońców rywali i wpadła do bramki. Po przerwie to goście przejęli inicjatywę i zdobywając dwa gole wygrali 2:1. W drugim pojedynku (27 kwietnia) kieleccy piłkarze pokonali 2:1 faworyzowaną Wartę Poznań. Gole strzelili w drugiej połowie, natomiast w bramce bardzo dobrze spisywał się Tadeusz Ksel. Mecz z wicemistrzem Polski obserwowało pięć tysięcy widzów.
W kolejnych meczach piłkarze Tęczy regularnie zdobywali punkty. Dobrze bronił Tadeusz Ksel, który w wygranym 2:0 na wyjeździe meczu z WMKS Katowice obronił rzut karny. W rozegranym 29 czerwca w Krakowie meczu z Garbarnią kielczanie przegrali 0:2. Spowodowało to, że główny rywal w walce o awans do I ligi umocnił się na trzeciej pozycji. Zawodnicy Tęczy, którzy prezentowali się gorzej od krakowian, mieli jednak swoje szanse na zdobycie goli – dwukrotnie piłka po ich strzałach trafiała w słupek. Na początku lipca kielczanie pokonali 2:0 w domowym pojedynku WMKS Katowice (mecz obserwowało sześć tysięcy widzów). 10 sierpnia kieleccy piłkarze mieli rozegrać kolejne spotkanie w ramach mistrzostw Polski. Część boiska Warty była jednak zalana, dlatego sędzia uznał je za niezdatne do gry i nakazał rozegrać mecz towarzyski. Zakończył się on zwycięstwem poznańskiej drużyny 3:1, a honorową bramkę dla Tęczy zdobył Wierzchowski.
21 września 1947 roku Tęcza pokonała (prezentując dużą ambicję i zaciętość) w Kielcach Garbarnię 2:1, przekreślając tym samym szanse krakowskiego zespołu na zajęcie pierwszego miejsca w grupie trzeciej. Ostatecznie klub zakończył rozgrywki na czwartej pozycji, tracąc osiem punktów do trzeciej lokaty, dającej prawo gry w I lidze w następnym sezonie. Wygrał osiem meczów, jeden zremisował, a w siedmiu poniósł porażkę. 
Drużyna piłki nożnej istniała do 1958 roku i rywalizowała w rozgrywkach okręgowych.

## Mecze Tęczy Kielce w mistrzostwach Polski w piłce nożnej
| Tęcza Kielce w mistrzostwach Polski w piłce nożnej |           |                                     |       |        |
| Sezon                                              | Runda     | Przeciwnik                          | Wynik | Źródło |
| 1946                                               | 1/8       | Skra Częstochowa – Tęcza Kielce     | 3:5   | [ 6 ]  |
| 1946                                               | 1/4       | Tęcza Kielce – Warta Poznań         | 1:3   | [ 6 ]  |
| 1947                                               | grupa III | Tęcza Kielce – Warta Poznań         | 2:1   | [ 6 ]  |
| 1947                                               | grupa III | Warta Poznań – Tęcza Kielce         | 5:1   | [ 6 ]  |
| 1947                                               | grupa III | Tęcza Kielce – Garbarnia Kraków     | 2:1   | [ 6 ]  |
| 1947                                               | grupa III | Garbarnia Kraków – Tęcza Kielce     | 2:0   | [ 6 ]  |
| 1947                                               | grupa III | Tęcza Kielce – ŁKS Łódź             | 1:3   | [ 6 ]  |
| 1947                                               | grupa III | ŁKS Łódź – Tęcza Kielce             | 10:3  | [ 6 ]  |
| 1947                                               | grupa III | Tęcza Kielce – KS Lublinianka       | 1:2   | [ 6 ]  |
| 1947                                               | grupa III | KS Lublinianka – Tęcza Kielce       | 5:0   | [ 6 ]  |
| 1947                                               | grupa III | Tęcza Kielce – Czuwaj Przemyśl      | 0:1   | [ 6 ]  |
| 1947                                               | grupa III | Czuwaj Przemyśl – Tęcza Kielce      | 1:1   | [ 6 ]  |
| 1947                                               | grupa III | Tęcza Kielce – WMKS Katowice        | 2:0   | [ 6 ]  |
| 1947                                               | grupa III | WMKS Katowice – Tęcza Kielce        | 0:2   | [ 6 ]  |
| 1947                                               | grupa III | Tęcza Kielce – KKS Olsztyn          | 6:0   | [ 6 ]  |
| 1947                                               | grupa III | KKS Olsztyn – Tęcza Kielce          | 5:7   | [ 6 ]  |
| 1947                                               | grupa III | Tęcza Kielce – Pocztowy KS Szczecin | 4:0   | [ 6 ]  |
| 1947                                               | grupa III | Pocztowy KS Szczecin – Tęcza Kielce | 0:2   | [ 6 ]  |